# Хвощ гігантський
Хвощ гігантський (Equisetum giganteum) — вид хвоща, що походить з Південної та Центральної Америки, від центрального сходу Чилі до Бразилії та півночі до півдня Мексики.

## Опис
Це один з найбільших хвощів, який зростає заввишки 2–5 метрів, перевищується лише близькоспорідненим Equisetum myriochaetum (до 8 метрів, спираючись на підтримку навколишніх рослин). Стебла найбільш міцніші за будь які в інших хвощів, у діаметрі 1–2 см (діаметр до 3,5 см у деяких популяцій) і несуть численні муточки дуже струнких гілок; ці гілки далі не розгалужуються, але деякі закінчуються в спорових шишках. На відміну від деяких інших хвощів, він не має окремих фотосинтетичних стерильних і нефотосинтетичних спороносних стебел. Популяції з півночі Чилі з дуже міцними стеблами у діаметрі до 3,5 см іноді трактуються як окремий вид Equisetum xylochaetum, але це широко не вважається виразним.